# Poama jõgi
Poama jõgi (även Poama oja, översatt Poamaån) är ett 5,4 km långt vattendrag på Dagö i västra Estland. Den ligger i Hiiu kommun och landskapet Hiiumaa (Dagö), 150 km väster om huvudstaden Tallinn. Den mynnar vid byn Poama i bukten Luidja laht på nordvästra Dagö.
Inlandsklimat råder i trakten. Årsmedeltemperaturen i trakten är 5 °C. Den varmaste månaden är augusti, då medeltemperaturen är 16 °C, och den kallaste är januari, med −4 °C.